# رودرن
رودرن (به آلمانی: Rödern) یک شهر در آلمان است که در راین-هونسروک واقع شده‌است. رودرن ۲۱۲ نفر جمعیت دارد.